# 2025年WTA卡塔尔公开赛
2025年卡塔尔道达尔能源公开赛（2025 Qatar TotalEnergies Open），即第23届WTA卡塔尔公开赛，于2025年2月9–15日在卡塔尔多哈哈利法国际网球和壁球中心举行，属于2025年WTA巡回赛的一部分。这是全年首个WTA1000巡回赛（单周赛），场地类型为室外硬地球场。
阿曼達·阿尼西莫娃在决赛中战胜了葉蓮娜·奧斯塔朋科获得职业生涯首个WTA1000赛以及总第3个单打冠军，她也成为2019年的愛麗絲·梅滕斯以来首个夺冠的非种子选手，以及2015年后首个由两位非种子选手参加的决赛。阿尼西莫娃是自2022年墨尔本夏季系列赛2之后再次夺冠，也是自2002年的莫妮卡·塞莱斯后再度在多哈夺冠的美国女子球员。
意大利组合薩拉·埃拉尼和贾斯明·保利尼获得双打冠军，这是搭档以来的第3个WTA1000赛双打冠军（总第6冠），埃拉尼也获得了8个WTA1000赛冠军。
连续三届单打卫冕冠军伊加·斯维亚特克在準決賽敗給奥斯塔彭科。双打卫冕冠军黛米·舒尔斯和路易莎·斯特凡尼今年分別與阿西娅·穆罕默德、佩顿·斯特恩斯搭档參賽，但兩組隊伍都在第二輪落敗，分别输给了亚历山德拉·帕诺娃和施托拉尔·范妮以及詹皓晴和韦罗妮卡·库德梅托娃组合。

## 比赛结果
| 项目 | 冠军                      | 亚军              | 比分            |
| ---- | ------------------------- | ----------------- | --------------- |
| 单打 | 阿曼達·阿尼西莫娃         | 葉蓮娜·奧斯塔朋科 | 6–4, 6–3        |
| 双打 | 薩拉·埃拉尼 贾斯明·保利尼 | 蒋欣玗 吴芳娴     | 7–5, 7–6(12–10) |

## 单打比赛

### 其他途径参赛选手
外卡：
- 卡罗琳·加西亚
- 索菲亞·科寧
- 艾玛·拉杜卡努
- 泽伊内普·森梅兹

资格赛：
- 克里斯蒂娜·布克沙
- 伊藤葵
- 韦罗妮卡·库德梅托娃
- 格蕾特·米内恩
- 阿莉西娅·帕克斯
- 埃列娜-加布里埃拉·鲁塞
- 内岛萌夏
- 凯蒂·沃利内茨

退赛：
- 丹妮爾·柯林斯 → 被替补为  麦卡特尼·凯斯勒
- 麥迪遜·基絲 → 被替补为  佩顿·斯特恩斯
- 凯蒂·博尔特 → 被替补为  卡特日娜·西尼亚科娃
- 玛丽·鲍兹科娃 → 被替补为  丽贝卡·什拉姆科娃
- 巴尔博拉·克赖奇科娃 → 被替补为  袁悦
- 卡罗利娜·穆霍娃 → 被替补为  安赫林娜·加里宁娜
- 安娜斯塔西亞·帕夫柳琴科娃 → 被替补为  阿什琳·克鲁格
- 安娜斯塔西亞·波塔波娃 → 被替补为  波利娜·库德梅托娃（幸运落败者）
- 卡特日娜·西尼亚科娃 → 被替补为  雷娜塔·萨拉苏亚（幸运落败者）

## 双打比赛

### 其他途径参赛选手
外卡：
- 比丹妮·瑪蒂克-桑茲 /  露絲·莎法洛法
- 佩顿·斯特恩斯 /  路易莎·斯特凡尼
- 王欣瑜 /  郑赛赛